# Jean-Claude Van Geenberghe
Jean-Claude Van Geenberghe (Oekraïens: Жан-Клод Ван Ге́нберге) (Kortrijk, 17 november 1962 - Donetsk, 9 mei 2009) was een van oorsprong Belgische springruiter. Hij werd geboren als zoon van de Wevelgemse zakenman Jacques Van Geenberghe, en begon pas met paardrijden op 12-jarige leeftijd.
Hij begon titels te winnen vanaf 1985. Tussen de Grand Prix van Aken in 1995 en 2000 stopte hij met competitierijden.
Na problemen met het Belgische team, koos hij voor het geld en reed vanaf 2006 in dienst van Oekraïne. Ook nam Van Geenberghe de Oekraïense nationaliteit aan.
Van Geenberghe overleed op 46-jarige leeftijd tijdens een nationaal concours te Donetsk in Oekraïne ten gevolge van een hartstilstand. 

## Erelijst (selectie)
Belgische kampioenschappen:
- 1980 - Gouden Medaille Juniores met Sheelagh
- 1985 - Zilveren medaille
- 1987 - Zilveren medaille
- 1992 - Gouden medaille Seniores met Osta Carpets Carrera
- 1993 - Gouden medaille Seniores met Omnistor Freestyle
- 2003 - Gouden medaille Seniores met Richebourg

Internationale wedstrijden:
- 1987 - Aken: gouden medaille
- 1988 - Winnaar van Grand Prix Mondorf-les-Bains
- 1989 - Winnaar van Grand Prix CSIO Rome met Queen of Diamonds
- 1990 - Winnaar van Grand Prix Paris - Porte de Versailles en Grand Prix CSIW  Mechelen met Avontuur
- 1991 - Winnaar van Grand Prix Biarritz en Grand Prix Norrköping
- 1992 - Winnaar van Grand Prix Norrköping
- 1993 - Winnaar van Grand Prix CSIO Rome met Queen of Diamonds en Grand Prix CSIO Aken met Osta Carpets Carrera
- 1995 - Winnaar van Grand Prix Monaco, Grand Prix Cannes en Grand Prix CSIO Aken met Omnistor Freestyle
- 2001 - Winnaar van Small Grand Prix Abano Terme, Small Grand Prix La Coruña en Masters Athene
- 2002 - Winnaar van Nationale Cup Helsinki en Small Grand Prix Helsinki
- 2003 - Winnaar van Grand Prix Portimão en Masters Mechelen